# Obovaria olivaria
Obovaria olivaria är en musselart som först beskrevs av Rafinesque 1820.  Obovaria olivaria ingår i släktet Obovaria och familjen målarmusslor. IUCN kategoriserar arten globalt som livskraftig. Inga underarter finns listade i Catalogue of Life.